# Justin Metsing Lekhanya
Justin Metsing Lekhanya (* 7. April 1938 in Thaba-Tseka; † 20. Januar 2021 in Maseru) war ein lesothischer Politiker und General. Von 1986 bis 1991 war er Premierminister, Verteidigungsminister und Vorsitzender des Militärrates von Lesotho.

## Leben
Lekhanya besuchte Primar- und Sekundarschulen der katholischen Kirche. 1960 wurde er Mitglied der Basutoland Mounted Police. 1965 wurde er der einzige einheimische hochrangige Offizier der Police Mobile Unit, die unter seiner Führung 1980 zur Lesotho Paramilitary Force und später zu den Lesotho Defence Force wurde.
Lekhanya wurde nach einem unblutigen Militärputsch am 20. Januar 1986 Premierminister, nachdem er den Amtsinhaber Leabua Jonathan abgesetzt hatte. Lekhanya bemühte sich sofort um verbesserte Beziehungen zu Südafrika, die durch die Aktivitäten seines Vorgängers, der den African National Congress unterstützt hatte, stark strapaziert waren. Zugleich wurden politische Parteien verboten und die Versammlungsfreiheit außer Kraft gesetzt. Der Vertrag mit Südafrika über das Lesotho Highlands Water Project wurde zügig unterzeichnet.
Lekhanya gab zunächst dem lesothischen König Moshoeshoe II. wieder mehr Macht, geriet jedoch später in Konflikt mit ihm. 1990 setzte er ihn sogar ab. Stattdessen wurde der ältere Sohn Moshoeshoes als Letsie III. neuer König. Während seiner Amtszeit musste sich Lekhanya vor Gericht verantworten, weil er angeblich einen Studenten erschossen hatte, während dieser eine Frau vergewaltigt hatte. Auf Druck der westlichen Geberländer und unter dem Eindruck der Ereignisse in Südafrika versprach er eine Rückkehr zu demokratischen Wahlen. Lekhanya wurde jedoch bei einem erneuten Militärputsch im Mai 1991 von unzufriedenen Offizieren entmachtet und durch Elias Phisoana Ramaema ersetzt.
Bei den Wahlen 1993 trat Lekhanya für die Basotho National Party (BNP) im Wahlkreis Mantšonyane an und verlor. 1998 unterstützte er den Putschversuch gegen Premierminister Pakalitha Mosisili, der nur durch Intervention von Truppen aus Südafrika und Botswana niedergeschlagen werden konnte. 1999 wurde er zum Vorsitzenden der BNP gewählt und 2001 in diesem Amt bestätigt. Bei der Parlamentswahl im Mai 2002 unterlag Lekhanya als Direktkandidat erneut gegen den Kandidaten der Regierungspartei deutlich. Trotzdem wurde er Abgeordneter in der Nationalversammlung, da er aufgrund des Verhältniswahlrechts über die Parteiliste in das Parlament gelangte. Am 31. Mai 2005 wurde er vorübergehend aus der Nationalversammlung ausgeschlossen, weil er angeblich den Parlamentsvorsitzenden eingeschüchtert und sich einem Untersuchungsausschuss zufolge persönlich bereichert haben sollte. 2010 wurde er als Vorsitzender von seiner eigenen Partei abgesetzt. Ab 2012 gehörte er dem Parlament nicht mehr an.